# Champagne-sur-Oise
Champagne-sur-Oise ist eine französische Gemeinde mit 5022 Einwohnern (Stand: 1. Januar 2022) im Département Val-d’Oise in der Region Île-de-France; sie gehört zum Arrondissement Pontoise und zum Kanton L’Isle-Adam. Die Einwohner werden Champenois genannt.

## Geographie
Champagne-sur-Oise liegt etwa 31 Kilometer nördlich von Paris am rechten Ufer der Oise an der Grenze zum Département Oise im Regionalen Naturpark des französischen Vexin. Umgeben wird Champagne-sur-Oise von den Nachbargemeinden Ronquerolles und Chambly im Norden, Persan im Osten, Mours im Südosten, L’Isle-Adam im Süden, Parmain im Westen und Hédouville im Nordwesten.
Durch die Gemeinde führt die Autoroute A16.

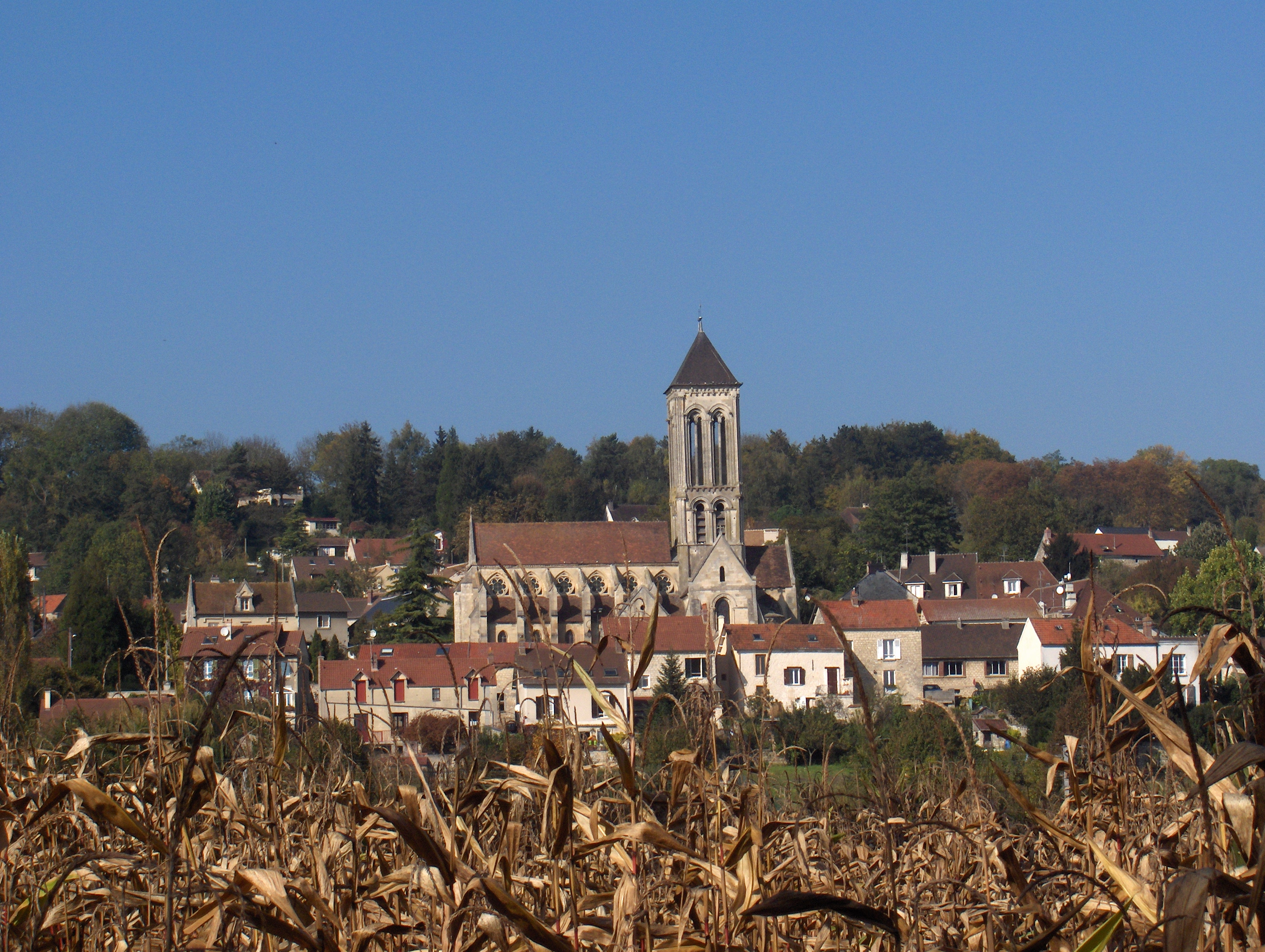
Blick auf den Ort und die Kirche von Champagne-sur-Oise

## Bevölkerungsentwicklung
| 1962 | 1968 | 1975 | 1982 | 1990 | 1999 | 2006 | 2011 | 2018 |
| 2136 | 2381 | 2666 | 3110 | 3700 | 3889 | 4404 | 4685 | 5024 |

## Sehenswürdigkeiten

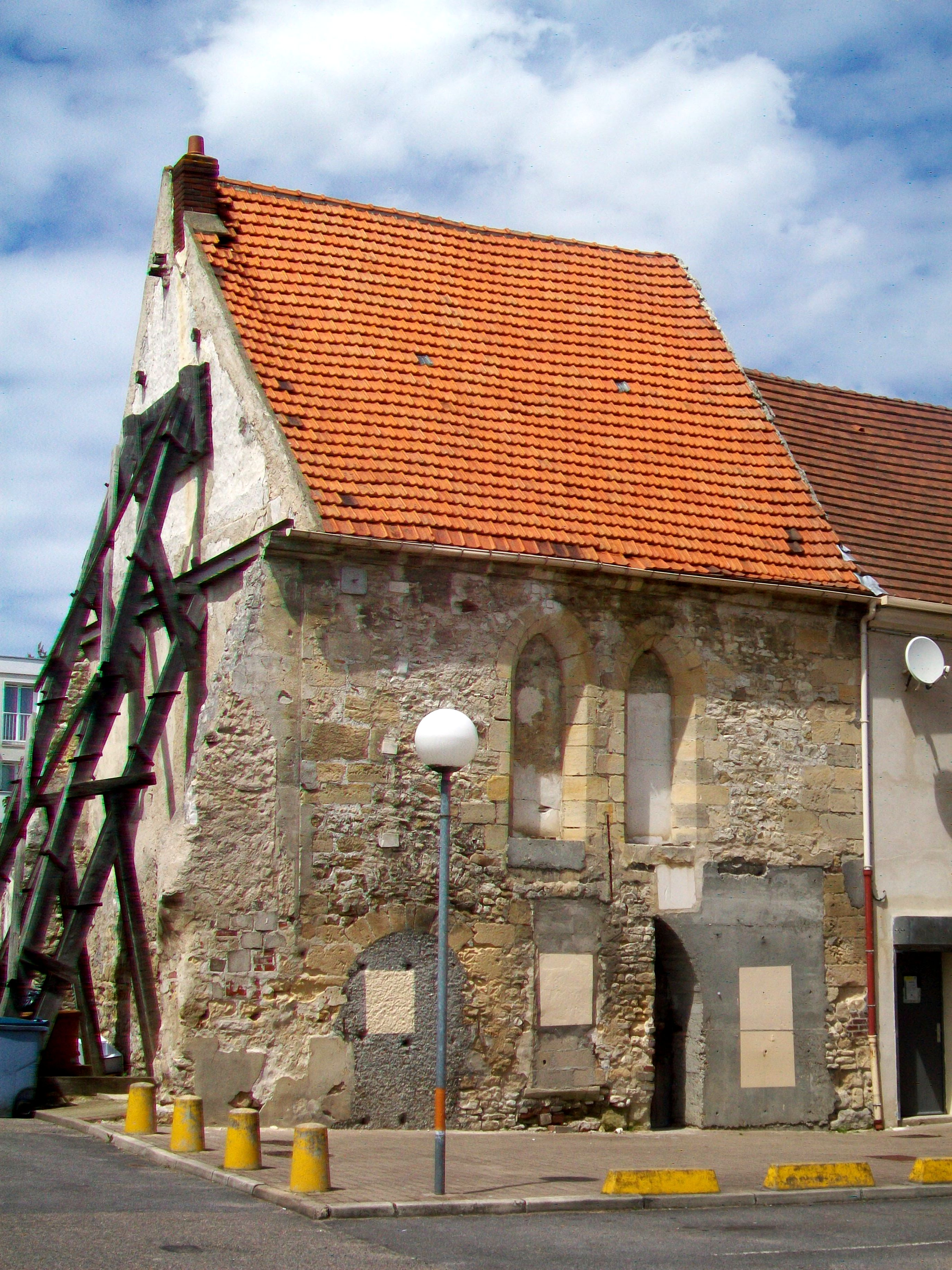
Hôtel-Dieu

- Kirche Notre-Dame de l’Assomption, zwischen dem 12. und 13. Jahrhundert im gotischen Stil erbaut, Monument historique
- Friedhofskreuz aus dem 16. Jahrhundert (Monument historique)
- Hotel-Dieu, früheres Hospiz, um 1270 erbaut (Monument historique)
- Waschhaus
- Anwesen des Malers Auguste Boulard
- Schloss Montigny
- Ehemaliges Presbyterium

Siehe auch: Liste der Monuments historiques in Champagne-sur-Oise

## Persönlichkeiten
- Claude Viseux (1927–2008), Maler, Bildhauer und Grafiker